# Armand z Périgordu
Armand z Périgordu také Hermann de Pierre-Grosse (* 1178 – † 1247?) byl šestnáctým velmistrem templářských rytířů v letech 1232–1244. Byl potomkem hrabat z Périgordu. V roce 1232 byl zvolen velmistrem templářů. Spojil se sultánem z Damašku proti egyptskému sultánovi. Pravděpodobně byl zabit v bitvě spolu s 300 dalšími templářskými rytíři nebo zemřel v zajetí.